# 武汉长江足球俱乐部
武汉长江足球俱乐部，原名武汉卓尔足球俱乐部、武汉足球俱乐部，是一家已经解散的，位于湖北省武汉市的足球俱乐部，主场为五环体育中心。俱乐部成立于2009年2月17日，以2008赛季退出中超联赛的武汉光谷剩余资源为基础组建，参加中国足球超级联赛。2023年1月25日宣布解散。

## 历史
2008年10月，湖北省原有的职业俱乐部武汉光谷因为抗议中国足协处罚不公而在中超退赛，被中国足协取消联赛注册资格，不能再参加中国足协举办的各级联赛。武汉队的退赛使湖北再沒有参加职业联赛的球队，同时武汉光谷的大部分主力也因此转会或租借到其他球队。武汉队要想重新参加联赛，必须借壳购买一个联赛资格或者重新注册新的俱乐部从乙级联赛起步。在多方寻求壳资源无果的情况下，原俱乐部股东之一的湖北省足协为了延续湖北足球的火种，接收未能转会一线队员和梯队球员，以原有的武汉俱乐部U-19梯队（即湖北十一运队）为基础，成立新足球俱乐部。
在此背景下，2009年2月17日，以原湖北武汉职业足球俱乐部留守武汉的部分一线队员和U19梯队为班底重组的湖北绿茵足球俱乐部正式在工商部门注册成立，并于十天后在中国足协注册成功，从乙级联赛开始肩负着湖北足球重返职业联赛的使命。
在2009赛季的中国足球乙级联赛中，凭借原中超球队武汉光谷球员的班底，湖北绿茵展示出了非同一般的实力，10场比赛绿茵取得7胜3平是分区赛中唯一一支保持不败的球队，获得分赛区小组第一直进入半决赛。半决赛，湖北绿茵在兩回合的比赛合计以1-0的比分将杭州三超淘汰出局，获得2010年中甲联赛的参赛资格，从而也完成湖北足球重返职业联赛的使命。总决赛冠军争夺战中，湖北绿茵在点球大战告负，不敌湖南湘涛获得亚军。
2010年湖北绿茵在中甲联赛取得了第五名。
2011年1月10日，武汉中博置业集团联合湖北东方国际旅行社与鲁巷广场共同出资2300万元收购湖北绿茵，俱乐部正式更名为湖北武汉中博职业足球俱乐部。
2011年12月俱乐部再次易主，原本亨达睿投资管理有限公司接手球队，但由于武汉亨达睿未能如约履行先期支付600万股权转让款的义务，因此湖北中博正式解除与武汉亨达睿签署的《股权转让协议》和《补充协议》并保留追究权利，事件最终以“闹剧”收场。但一日后，武汉中博置业集团与卓爾集團签订转让协议，俱乐部更名为武汉卓尔职业足球俱乐部。
2012年赛季结束，以亚军身份升级到中超。2013年4月21日，武汉卓尔在联赛前六轮仅以1平5负的成绩排名联赛倒数第二位，主教练郑雄宣布辞职。第二天，留比萨·图巴科维奇成为球队的新任主教练。2013年8月18日，武汉卓尔客场以1-5慘败给广州富力，同時遭遇客场8连败，赛后武汉卓尔俱乐部管理层在广州随即召开会议，並透过官方微博宣佈解除主教练图拔科维奇的职务。2013年10月5日，中超联赛第27轮，武汉卓尔客场0-0战平青岛中能，从而提前三轮从中超降级。
2015年卓爾集團出售俱樂部與卓尔控股有限公司，為主席閻志、閻格全資擁有，代價為人民幣20,630,000 元。
2016年7月，武汉卓尔宣布前意甲尤文图斯主教练费拉拉担任球队主帅，带队征战本赛季剩余的中甲联赛。武汉卓尔最后五轮取得全胜，以第六名的成绩结束2016赛季征程。
2017赛季武汉卓尔承办了2017赛季中甲开幕式。由于上赛季使用的新华路体育场将进行改建，本赛季武汉卓尔主场移至武汉体育中心。3月20日，联赛仅仅进行两轮后，俱乐部宣布由于战绩欠佳，经过双方的友好协商，主教练费拉拉正式离开武汉卓尔足球俱乐部。3月30日，唐尧东成为武汉卓尔新任主教练。7月8日，武汉卓尔官方宣布主帅唐尧东下课，助教陈洋接任主帅。9月23日，武汉卓尔客场1：1战平杭州绿城，提前三轮冲超失败。
2017年10月10日，俱乐部宣布进行人事调整，王小松出任俱乐部董事长兼行政总裁，中国国家队领队兼助教李铁出任俱乐部总经理兼体育总监。11月16日，李铁成为武汉卓尔主教练。
2018年10月6日，尽管主场2-2战平梅县铁汉，但由于同时进行的比赛中深圳佳兆业1-2败给内蒙古中优，再加上次日进行的比赛中浙江绿城0-0战平石家庄永昌，武汉卓尔提前三轮夺得中甲冠军，并重返中超。
重返中超的首个赛季，武汉卓尔以“黑马”之姿取得联赛第六名的成绩，44分也是俱乐部在中超联赛取得的最高分。但2020赛季，卓尔经历了“高开低走”的局面，先是以小组第五失去争冠资格，之后又在保级战中连续被河南建业和青岛黄海淘汰，最后两轮才以2-1的总比分获得一个升降级附加赛名额。附加赛上，武汉卓尔以总比分3-2击败中甲亚军浙江能源绿城，保级成功。
2021年2月15日，武汉卓尔职业足球俱乐部宣布正式更名为武汉足球俱乐部。2022年2月16日又宣布更名为武汉长江，当赛季中超，武汉长江因两次违反中国足协关于解决欠薪问题的管理规定被扣9分，陷入降级泥潭，最终球队排名第16，第二次面临降入中甲的命运。
2023年1月25日，武汉长江足球俱乐部官方宣布解散，官方公告宣称已经解决大部分球员和职员欠薪问题，并稱卓爾公司完成了支持武漢足球事業發展的歷史使命與責任。湖北省体育局和武汉市体育局也发文向俱乐部对武汉足球的贡献表达感谢。

## 俱乐部人员

### 教练及职员名单
更新日期：2018年3月31日
| 國籍 | 姓名   | 职位       | 加盟年份 |
| ---- | ------ | ---------- | -------- |
| 中国 | 李金羽 | 助理教练   | 2021     |
| 中国 | 王亮   | 助理教练   | 2021     |
| 中国 | 馬永康 | 助理教练   | 2017     |
| 中国 | 阮行   | 领队       |          |
| 中国 | 胡宇   | 体能教练   | 2021     |
| 中国 | 李雷雷 | 守门员教练 | 2021     |
| 中国 | 范睿奇 | 新闻官     |          |
| 中国 | 鄢然   | 队务       |          |
| 中国 | 周际飞 | 队务       |          |
| 中国 | 游砺   | 翻译       |          |
| 中国 | 张江   | 预备队教练 |          |
| 中国 | 陈刚   | 预备队教练 |          |

### 一线队阵容
更新日期：2018年3月31日
| 号码  | 国籍     | 球员姓名 | 位置  | 出生日期       | 加盟年份 | 前属球队     | 籍贯     | 备注  |
| 门 将 | 门 将    | 门 将    | 门 将 | 门 将          | 门 将    | 门 将        | 门 将    | 门 将 |
| ----- | -------- | -------- | ----- | -------------- | -------- | ------------ | -------- | ----- |
| 1     | 中国     | 贾鑫尧   | 门将  | 1995年2月21日  | 2014     | 青年队       | 湖北安陆 | U23   |
| 12    | 中国     | 朱子森   | 门将  | 1989年5月17日  | 2017     | 河北精英     | 辽宁沈阳 |       |
| 23    | 中国     | 孙寿博   | 门将  | 1983年6月11日  | 2013     | 大连实德     | 辽宁大连 |       |
| 30    | 中国     | 王智峰   | 门将  | 1997年2月1日   | 2017     | 青年队       | 湖北武汉 | U23   |
| 后 卫 |          |          |       |                |          |              |          |       |
| 2     | 中国     | 黄博文   | 后卫  | 1996年2月15日  | 2016     | 上海绿地申花 | 安徽宿州 | U23   |
| 3     | 中国     | 韩轩     | 后卫  | 1995年1月13日  | 2014     | 青年队       | 湖北宜昌 | U23   |
| 4     | 中国     | 艾志波   | 后卫  | 1982年10月29日 | 2014     | 江苏舜天     | 湖北武汉 |       |
| 5     | 中国     | 张耀坤   | 后卫  | 1981年4月7日   | 2017     | 广州富力     | 辽宁大连 |       |
| 6     | 中国     | 李超     | 后卫  | 1987年8月15日  | 2017     | 石家庄永昌   | 山东泰安 |       |
| 15    | 中国     | 明天     | 后卫  | 1995年4月8日   | 2016     | 青年队       | 湖北武汉 | U23   |
| 22    | 中国     | 廖均健   | 后卫  | 1994年1月27日  | 2018     | 河北华夏幸福 | 广西北海 |       |
| 28    | 中国     | 江敏文   | 后卫  | 1997年6月16日  | 2017     | 青年队       | 江西南昌 | U23   |
| 29    | 中国     | 倪波     | 后卫  | 1989年5月4日   | 2017     | R&F富力      | 湖北武汉 |       |
| 32    | 中国     | 杜龙泉   | 后卫  | 1988年5月29日  | 2018     | 深圳佳兆业   | 辽宁大连 |       |
| 中 場 |          |          |       |                |          |              |          |       |
| 7     | 中国     | 罗毅     | 前卫  | 1987年6月24日  | 2011     | 重庆力帆     | 湖北武汉 |       |
| 8     | 中国     | 姚翰林   | 前卫  | 1985年4月16日  | 2010     | 江苏舜天     | 湖北武汉 |       |
| 11    | 中国     | 周通     | 前卫  | 1990年1月12日  | 2018     | 天津泰达     | 山东淄博 |       |
| 14    | 中国     | 黄希扬   | 前卫  | 1985年6月14日  | 2017     | 杭州绿城     | 重庆     |       |
| 16    | 中国     | 李智超   | 前卫  | 1989年2月18日  | 2017     | 江苏苏宁     | 辽宁大连 |       |
| 18    | 中国     | 宋志伟   | 前卫  | 1989年3月19日  | 2014     | 杭州绿城     | 辽宁大连 |       |
| 19    | 中国     | 聂傲双   | 前卫  | 1995年1月16日  | 2014     | 青年队       | 湖北宜昌 | U23   |
| 20    | 中国     | 李行     | 前卫  | 1989年9月19日  | 2018     | 河北华夏幸福 | 湖北武汉 |       |
| 21    | 中国     | 李阳     | 前卫  | 1995年2月2日   | 2014     | 青年队       | 湖北武汉 | U23   |
| 24    | 中国     | 王旭东   | 前卫  | 1995年1月16日  | 2016     | 青年队       | 湖北武汉 | U23   |
| 26    | 中国     | 刘云     | 前卫  | 1995年1月7日   | 2014     | 青年队       | 湖北黄石 | U23   |
| 27    | 中国     | 童晓星   | 前卫  | 1987年1月7日   | 2017     | 新疆天山雪豹 | 湖北武汉 |       |
| 前 锋 |          |          |       |                |          |              |          |       |
| 9     | 巴西     |          | 前锋  | 1992年4月4日   | 2018     | 浦和红钻     | 巴西     |       |
| 13    | 中国     | 康振捷   | 前锋  | 1993年2月25日  | 2013     | 青年队       | 湖北武汉 |       |
| 17    | 科特迪瓦 | 埃夫拉   | 前锋  | 1994年9月25日  | 2017     | 上海上港     | 科特迪瓦 |       |

### 预备队
| 号码 | 国籍 | 球员姓名 | 位置   | 出生日期       | 加盟年份 | 前属球队 | 籍贯     | 备注 |
| ---- | ---- | -------- | ------ | -------------- | -------- | -------- | -------- | ---- |
| 41   | 中国 | 刘浩     | 后卫   | 1995年10月10日 | 2016     | 青年队   | 湖北武汉 | U23  |
| 42   | 中国 | 吴欢     | 后卫   | 1995年1月16日  | 2016     | 青年队   | 湖北武汉 | U23  |
| 43   | 中国 | 吴捷     | 前卫   | 1995年7月7日   |          | 青年队   | 湖北武汉 | U23  |
| 44   | 中国 | 陈祥翔   | 前卫   | 1999年1月28日  |          | 青年队   | 湖北     | U23  |
| 45   | 中国 | 张浩然   | 前卫   | 1997年2月6日   |          | 青年队   | 湖北     | U23  |
| 46   | 中国 | 高明     | 前卫   | 1998年1月2日   |          | 青年队   | 湖北     | U23  |
| 47   | 中国 | 易小龙   | 后卫   | 1997年8月7日   |          | 青年队   | 湖北     | U23  |
| 48   | 中国 | 梅聪     | 前卫   | 1997年2月11日  |          | 青年队   | 湖北     | U23  |
| 49   | 中国 | 王晨     | 門將   | 1997年1月8日   |          | 青年队   | 湖北     | U23  |
| 50   | 中国 | 李驿铭   | 后卫   | 1997年10月2日  |          | 青年队   | 湖北     | U23  |
| 51   | 中国 | 王一帆   | 前锋   | 1997年2月15日  |          | 青年队   | 湖北     | U23  |
| 52   | 中国 | 陈洛奇   | 前锋   | 1997年12月27日 |          | 青年队   | 湖北     | U23  |
| 53   | 中国 | 张博豪   | 前锋   | 1995年9月26日  | 2018     | 四川隆发 | 四川     | U23  |
| 54   | 中国 | 夏奥     | 后卫   | 1999年2月11日  |          | 青年队   | 湖北     | U23  |
| 55   | 中国 | 樊孝斌   | 前卫   | 1999年2月10日  |          | 青年队   | 湖北     | U23  |
| 56   | 中国 | 樊孝炜   | 前卫   | 1999年2月10日  |          | 青年队   | 湖北     | U23  |
| 57   | 中国 | 宋德福   | 前卫   | 1999年1月2日   |          | 青年队   | 湖北     | U23  |
| 58   | 中国 | 周伯兆   | 前卫   | 1999年11月22日 |          | 青年队   | 湖北     | U23  |
| 59   | 中国 | 丁荆龙   | 守门员 | 2000年8月25日  |          | 青年队   | 湖北     | U23  |
| 60   | 中国 | 李悦铭   | 后卫   | 1997年8月4日   | 2018     | 河北精英 | 辽宁     | U23  |

## 著名球员
| - 张斌（2009） - 王文华（2009-2010） - 周燎（2009-2011, 2016） - 梅方（2009-2013） - 吴（2009-2014） - 李行（2009-2015, 2018-） - 柯钊（2009-2016） - 王圣（2010） - 郑斌（2010-2011） | - 姚翰林（2010-2021） - 王小诗（2011-2012） - 忻峰（2012-2013） - 罗毅（2012-） - 孙寿博（2013-2020） - 朱挺（2013-2014） - 艾志波（2014-） - 张耀坤（2017-2018） | - 罗德里格斯（2010） - 维森特（2011-2012） - 赵源熙（2013） - 莫雷诺（2017-2018） - （2017-2021） - （2018-） - （2019） |

## 球队文化

### 历年球衣和球衣赞助商
| 年度   | 年度   | 2009      | 2010         | 2011         | 2012      | 2013      | 2014      | 2015      | 2016        | 2017       | 2018         |
| ------ | ------ | --------- | ------------ | ------------ | --------- | --------- | --------- | --------- | ----------- | ---------- | ------------ |
| 球衣   | 球衣   | 主场 客场 | 主场 客场    | 主场 客场    | 主场 客场 | 主场 客场 | 主场 客场 | 主场 客场 | 主场 客场   | 主场 客场  | 主场 客场    |
| 供应商 | 供应商 | 匹克      | 匹克         | 美津浓       | 耐克      | 耐克      | 耐克      | 卡尔美    | 卡尔美      | 耐克       | 李宁         |
| 赞助商 | 胸前   | 无        | 鲁广         | 鲁广         | 卓尔      | 卓尔      | 卓尔      | 卓尔      | 卓尔/卓尔购 | 卓尔弘康   | 驴妈妈旅游   |
| 赞助商 | 背后   | 无        | 鲁广购物中心 | 大别山矿泉水 | ZALL卓尔  | 百年枝江  | 鹿苑黄茶  | 无        | 无          | 驴妈妈旅游 | 三菱重工空调 |

| 年度   | 年度   | 2019       | 2020      |
| ------ | ------ | ---------- | --------- |
| 球衣   | 球衣   | 主场 客场  | 主场 客场 |
| 供应商 | 供应商 | 耐克       | 耐克      |
| 赞助商 | 胸前   | 众邦银行   | 众邦银行  |
| 赞助商 | 背后   | 驴妈妈旅游 | 卓尔智城  |

### 队歌
2012年底为了庆祝武汉足球重返中国足球顶级联赛，武汉卓尔俱乐部推出由著名歌手孙楠谱曲并演唱的队歌《因为有你》。此队歌由卓尔集团创始人阎志作词，是武汉职业足球史上官方推出的第2支队歌（首支队歌为武汉雅琪队队歌《雅琪雄风》）。

## 曾用队名
- 2009 湖北绿茵足球俱乐部 湖北绿茵队 (武汉光谷退赛，球队剩余资源重组为湖北绿茵)
- 2010 湖北绿茵足球俱乐部 湖北东方国旅队
- 2011 湖北武汉中博职业足球俱乐部 湖北武汉中博队
- 2012-2021 武汉卓尔职业足球俱乐部 武汉卓尔队
- 2021 武汉足球俱乐部 武汉队
- 2022 武汉长江足球俱乐部 武汉长江队